# Jean-Pierre Lacombe-Saint-Michel
Pour les articles homonymes, voir Lacombe.
Jean-Pierre Lacombe-Saint-Michel, né  le 5 mars 1753 et mort le 27 janvier 1812 au château de Saint-Michel-de-Vax (Tarn), est un homme politique et un général de la Révolution française et du Premier Empire. 
Il apparaît en tant que personnage dans Les Géorgiques du romancier  Claude Simon, son descendant direct, et il a protégé sous la Révolution le père de l'écrivain Honoré de Balzac, Bernard-François Balssa (1746-1829), dont le frère cadet, Jean Balssa, avait épousé en 1777 une cousine germaine du général, Marie-Brigitte Lacombe de Blanchefort.

## Sous la Révolution
Élève artilleur en 1765, Jean-Pierre Lacombe-Saint-Michel devient lieutenant en second au régiment de Toul en 1767 capitaine d’artillerie en 1779, capitaine de bombardier en 1786. Pierre Choderlos de Laclos était alors son capitaine-major. En 1789, il participe à la prise de la Bastille mais le maréchal de Broglie, n'ayant pas confiance en lui.
Lacombe-Saint-Michel est membre du directoire du département du Tarn lorsqu'il est élu, en 1791, à l'Assemblée nationale législative, député par les électeurs du Nord et du Tarn. Il opte pour le second département. Il est remplacé par Sallengros dans le Nord.
Il est réélu dans le Tarn en 1792 à la Convention nationale. Il est élu au Comité de la Guerre et est envoyé en Savoie avec ses collègues Dubois-Crancé, Gasparin et Simond. Il siège sur les bancs de la Montagne. Au procès de Louis XVI, il vote la mort sans conditions. Il ne vote ni lors de la mise en accusation de Marat ni lors du rétablissement de la Commission des Douze. Il est en effet envoyé en mission en Corse avec ses collègues Delcher et Salicetti où il remporte la bataille de Farinole contre les troupes de Pascal Paoli. Il est élevé au grade de général de brigade le 17 novembre 1793. Il est envoyé en mission auprès de l'armée du nord en messidor an II. Il siège au Comité de Salut public entre le 15 pluviôse et le 15 prairial an III (entre le 3 février et le 3 juin 1795).

## Sous le Directoire
Lacombe-Saint-Michel est élu député au Conseil des Anciens par les départements du Nord, de l'Orne et du Tarn. Il soutient le Directoire et le coup d'État du 18 fructidor an V (4 septembre 1797). Général de division à sa sortie du Conseil le 13 février 1798, Jean-Pierre Lacombe-Saint-Michel est envoyé à Naples, mais tient des propos si peu diplomatiques et si républicains au souverain du pays qu'il est prié de quitter le royaume. Son vaisseau est capturé par un pirate de Tunis, mais le bey le fait libérer. Revenu en France en janvier 1799, il commande l'artillerie à l'armée du Rhin.

## Sous le Consulat et le Premier Empire
De 1800 à 1805 Napoléon Bonaparte lui confie l'artillerie de l'armée d'Italie.
Il est fait Grand officier de la Légion d’honneur le 27 juillet 1808.
Il part ensuite en Allemagne puis en Catalogne et termine sa carrière pour raison de santé, après dix-sept campagnes, en 1810.